# Loden
Loden je trpežna, skoraj nepremočljiva tkanina iz grobe ovčje volne, ki ji niso odstranili lanolin, močno valjano in kosmateno sukno za športna oblačila, lovske uniforme, za plašče in pelerine, po poreklu s Tirolske.

## Zgodovina
Od srednjega veka so loden izdelovali kmetje iz Dolomitov in Tirolske, ki so ga predli in tkali ročno na svojih kmetijah. Barva je bila sivkasta kot surova volna ovac tirolske pasme. Doslej odkriti pisni viri pričajo, da je bil loden v uporabi že v 11. stoletju.
Loden je postal modna tkanina, ko je tkalnica Loden Moessmer (ki v svoji tovarni v Brunecku loden proizvaja od leta 1894) izdelala beli plašč za cesarja Franca Jožefa. Na ta način je loden iz tkanine za kmečko rabo postal priljubljen med astro-ogrskim plemstvom, za oblačila za lov in planinarjenje, tudi po zaslugi dodatka merino volne.
Od sive je njegova barva postala bela, rdeča, črna in končno lovsko zelena (temen, ne preveč svetel odtenek), ki je še sedaj najbolj razširjen. 

## Loden danes
Iz lodna so narejeni posamezni deli »trachta«, tirolske in bavarske narodne noše. Loden je zaradi svoje uporabnosti in kvalitete še vedno zelo priljubljen v Južni Nemčiji in Avstriji, kljub dokaj visoki ceni, sploh v primerjavi z običajno konfekcijo.
Leta 2010 so v tkalnici Moessmer uspeli ustvariti prvi negorljivi (ognjevarni) loden. 